# Iglesia de Nuestra Señora de la Asunción (Tobarra)
La Iglesia Parroquial de la Asunción de Tobarra (Provincia de Albacete) es un templo construido entre 1546 y 1616, de estilo renacentista español, en el que, partiendo de una planta gótica (cabecera poligonal y contrafuertes), los soportes son clásicos, con medias columnas con retropilastra que presentan excesiva altura hasta alcanzar la pequeña imposta que recorre todo el edificio a la altura del arranque de las nervaduras góticas de las bóvedas.
Fue declarada Bien de Interés Cultural en la categoría de monumento, el 17 de noviembre de 2000. Identificador del bien otorgado por el Ministerio de Cultura: RI-51-0010503.

## Descripción
Este edificio se compone de una gran nave central, de planta rectangular con cabecera poligonal, de bastante altura, con bóvedas de crucería gótica y capillas laterales, regulares, siete a la izquierda y seis a la derecha, de planta cuadrada y bóvedas de crucería gótica, cada una diferente y presentando, en algunas, elementos renacentistas. Los soportes en la nave central lo constituyen pilastras homogéneas, de gran altura, en sillería y de corte manierista. Las capillas laterales se abren a la central a través de arcos de medio punto elaborados en sillería sobre medias columnas adosadas, también manieristas. Los paramentos se realzan en mampostería recubierta con enlucido de yeso.
Consta de dos puertas de acceso: Una la principal, a la plaza de España, y, otra, a la parte norte; a los pies posee un coro alto y una torre de bastante altura en la parte derecha.
Además del edificio principal, ya descrito, consta de una sacristía, despacho parroquial adosado a la cabecera del templo. Bajo estas dependencias con acceso a la calle se encuentran un sótano con bóveda de cañón y una sala. A los pies se encuentran adosados los salones parroquiales en dos plantas.